# Tyler Allsopp
Tyler Allsopp, (né en 1992 ou 1993) est un entrepreneur et homme politique ontarien et député progressiste-conservateur à l'Assemblée législative de l'Ontario de la circonscription de Baie de Quinte depuis septembre 2024.
De 2021 à 2024, il est conseiller municipal du quartier 1 de Belleville. 

## Biographie
Né en 1992 ou 1993, Allsopp grandit à Belleville en Ontario. Diplômé du collège St. Lawrence en commerce et marketing, il travaille comme mécanicien de bicyclette chez Doug's Bicycle, propriété du maire Neil Ellis, avant de reprendre le magasin en 2013. Allsopp vend sa participation dans l'entreprise en 2024 afin de pouvoir participer aux élections partielles.
Il est élu pour la première fois à l'Assemblée législative de l'Ontario lors d'une élection partielle le 19 septembre 2024, provoquée par la démission de Todd Smith. Au moment de son élection, Allsopp est membre du conseil municipal de Belleville depuis 2021. Il est nommé au conseil municipal en janvier 2021 à la suite du décès du conseiller Pat Culhane, après avoir obtenu le plus grand nombre de voix parmi les candidats battus aux élections municipales de 2018. Allsopp conserve son siège au conseil lors des élections municipales de 2022.
Allsopp a trois filles.